# Pilot (группа)
Pilot — шотландская софт-/поп-рок группа, образованная бывшими членами Bay City Rollers Дэвидом Патоном и Билли Лайэллом, а также ударником Стюартом Тошем в Эдинбурге в 1973 году. Кроме вышеуказанных музыкантов в группу вошёл гитарист Иэн Бэрнсон, сначала — как приглашённый, но со второго альбома — как постоянный участник группы.
Первые альбомы продюсировал Алан Парсонс. Позже музыканты Pilot стали участниками The Alan Parsons Project, Стюарт Тош сотрудничал так же с группой 10cc.
Альбомы группы являются классикой софт-/поп-рока, а многие композиции попадали в различные хит-парады.
К 40-летию выхода дебютного альбома группы Дэвид Пэтон, Йен Бейрнсон и Стюарт Тош воссоединились и выпустили в августе 2014 года альбом «A Pilot Project», как дань уважения Эрику Вулфсону, одному из основателей The Alan Parsons Project.

## Состав
- Дэвид Патон[англ.] — бас, вокал
- Билли Лайэлл — клавиши, вокал (умер от СПИДа в 1989 г.)
- Стюарт Тош — ударные, вокал
- Иэн Бэрнсон[англ.] — гитара.

## Дискография

### Синглы
- 1974 «Just A Smile» — USA Singles Chart № 90, Australia Singles Chart № 49
- 1974 «Magic» — UK № 11; USA Singles Chart № 5; Australia Singles Chart № 12; Canada Singles Chart № 1
- 1975 «January» — UK Singles Chart № 1; USA Singles Chart № 87; Germany Singles Chart № 1; Australia Singles Chart № 1 (8 недель)
- 1975 «Call Me Round» — UK Singles Chart № 34
- 1975 «Just A Smile» (новая версия) — UK Singles Chart № 31
- 1975 «Lady Luck»
- 1976 «Running Water»
- 1976 «Canada»
- 1976 «Penny In My Pocket»
- 1977 «Get Up And Go»
- 1977 «Monday Tuesday»

### Альбомы
- 1974: Pilot (From the Album of the Same Name)
- 1975: Second Flight
- 1976: Morin Height
- 1977: Two’s а Crowd
- 2002: Blue Yonder
- 2014: A Pilot Project

### Сборники
- 1980: Best of Pilot
- 2005: A’s B’s & Rarities
- 2007: The Craighall Demos 71:76
- 2007: Anthology
- 2022: The Magic Collection